# Tjuvmårdseltjärnen
Tjuvmårdseltjärnen är en sjö i Bodens kommun i Norrbotten och ingår i Råneälvens huvudavrinningsområde. Tjuvmårdseltjärnen ligger i Råneälven Natura 2000-område.